# HD90264
HD90264 — хімічно пекулярна зоря спектрального класу
B8 й має  видиму зоряну величину в смузі V приблизно  5,0.
Вона  розташована на відстані близько 429,7 світлових років від Сонця.

## Пекулярний хімічний склад
HD90264 належить до Хімічно пекулярних зір з пониженим вмістом гелію 
й в її  зоряній атмосфері спостерігається нестача He у порівнянні з його вмістом в атмосфері Сонця.